# Marguerite Lamour
Pour les articles homonymes, voir Lamour.
Marguerite Lamour née Marguerite Arzel, le 12 juin 1956 à Ploudalmézeau, est une femme politique française. Membre des Républicains, elle est actuellement maire de Ploudalmézeau et conseillère départementale du canton de Plabennec.

## Biographie
Marguerite Lamour suit des études au lycée de la Croix-Rouge à Brest. En première STI2D, âgée de seize ans, elle interrompt son bac technologique pour donner naissance et élever sa fille. En 1975, elle reprend ses études. Ensuite, elle devient attachée parlementaire d'Alphonse Arzel, maire de Ploudalmézeau et sénateur du Finistère, jusqu'en 1998.
Marguerite Lamour a commencé sa carrière à l'UDF avant de rejoindre l'UMP à sa création en 2002.
Elle soutient la candidature de François Fillon pour la présidence de l'UMP lors du congrès d'automne 2012.

## Mandats

### Mandats locaux
- 20 mars 1989 - 18 juin 1995 : membre du conseil municipal de Ploudalmézeau
- 19 juin 1995 - 18 mars 2001 : adjointe au maire de Ploudalmézeau
- 19 mars 2001 - 10 mars 2025 : maire de Ploudalmézeau, vice-présidente de la communauté de communes du Pays d'Iroise (CCPI), chargée de l'action sociale et socio-économique
- depuis 11 mars 2025 : membre du conseil municipal de Ploudalmézeau

### Mandat départemental
- depuis le 2 avril 2015 : conseillère départementale du Finistère, élue dans le canton de Plabennec

### Mandat régional
- 16 mars 1998 - 1er août 2002 : Membre du Conseil régional de Bretagne

### Mandats parlementaires
- 19 juin 2002 - 19 juin 2007 (XIIe législature) : députée de la 3e circonscription du Finistère[3] (suppléant : Yannick Marzin)
Membre du groupe UMP
Membre de la commission de la défense
Membre de la délégation de l'Assemblée Nationale aux droits des femmes et à l'égalité des chances entre les hommes et les femmes
Membre de droit (représentante de la commission de la défense) de l'office parlementaire d'évaluation de la législation

- 20 juin 2007 - 19 juin 2012 (XIIIe législature) : députée de la 3e circonscription du Finistère[4] (suppléant : François Le Verge)
Membre du groupe UMP
Membre de la commission de la défense
Membre de la délégation de l'Assemblée Nationale aux droits des femmes et à l'égalité des chances entre les hommes et les femmes
Membre titulaire de la commission supérieure du crédit maritime mutuel

## Décorations
- Chevalière de la Légion d'honneur par décret du Président de la République en date du 30 décembre 2017[5].
- Chevalière de l'ordre national du Mérite par décret du Président de la République en date du 14 novembre 2012[6],[7].